# Музыка России
Музыка России — достижения музыкальной культуры России — результат многовекового исторического процесса формирования и развития своеобразных, глубоко реалистических традиций. Понятие объединяет в себе русскую национальную музыку и музыку народов России.

## Русская музыка
Русская музыка — достижения музыкальной культуры русского народа; результат многовекового исторического процесса формирования и развития своеобразных традиций. Это понятие объединяет русский музыкальный фольклор, русскую академическую музыку, русскую духовную музыку, русский романс.

### Народная музыка
Русская народная музыка берёт начало в фольклоре славянских племён, живших на территории Киевской Руси. Многие виды дошедших до нашего времени песен имеют языческие корни, иногда с влиянием христианской обрядности. Поскольку русская народная музыка неоднородна, она имеет корни и других племён, проживавших на территории Киевской Руси: финно-угорских, тюркских и других.
До сих пор в русском фольклоре ощущаются региональные, часто этнические традиции. Свои особенности имеет народно-песенное искусство северных, западных, южных, центральных областей, поселений в бассейнах крупных рек — Оки, Волги, Дона. Русская народная музыка является основой, на которой произросла вся русская профессиональная музыка.
Общий тип великорусских напевов, вероятно сложился к концу «татарской эпохи», ко времени «царей» (XIV век). Характерная особенность — ладовое строение, в отличие от мажор-минора, распространённого у западных славян, и своеобразный стиль многоголосья.
Среди основных жанров народной музыки можно выделить трудовые наигрыши, припевки и песни, обрядовый фольклор (календарно-земледельческий и семейно-бытовой), эпические жанры (былины, исторические песни), духовные стихи, хороводы и пляски с песнями, лирические песни крестьянской традиции, городские лирические песни, инструментальная музыка.
Народная музыка была больше песенной, чем инструментальной (возможно, под влиянием церковного запрета на русские музыкальные инструменты). В середине XIX века возник новый жанр — частушка.
Одним из первых фольклорных коллективов в России стала Славянская капелла Дмитрия Агренева-Славянского, основанная в 1868 году, которая продвигала русскую и славянскую народную песню в России и за рубежом, нередко в эстрадных обработках. В начале XX века возникли Оркестр русских народных инструментов Василия Андреева и Русский народный хор имени М. Е. Пятницкого: в первом коллективе был расширен и усовершенствован бытовавший в народе инструментарий, во втором исполняли народные песни в их аутентичном виде.
В современной России среди исполнителей народных песен известна Пелагея, с 1996 года солирующая в созданной ею одноимённой группе. С 1998 года группа «Иван Купала» создаёт фолк-музыку на основе аутентичного фольклора, в основном записанного в ходе этнографических экспедиций советскими фольклористами в 1970—1980 годы. Альбом группы — «Кострома» — способствовал популяризации фолк-музыки на современной российской музыкальной сцене и положил начало к созданию многих последующих российских групп, создающих фолк-музыку. Песня «Кострома» из одноимённого альбома была использована на Олимпиаде 2014 в Сочи.

### Православная музыка
Православная музыка берёт своё начало из Византийской империи, причём ключевые элементы используются в колокольных звонах русского православия, а также хоровое пение. Невмы были разработаны для музыкальной нотации, и в результате сохранились до сих пор несколько примеров средневековой церковной музыки, в том числе две стихиры, сочинённые царём Иваном Грозным в XVI веке.

### Русская духовная музыка
Русской духовной музыкой называются вокальные или вокально-инструментальные произведения на тексты религиозного характера, а также колокольный звон в Русской православной церкви. Она имеет глубокие и сильные традиции как в народном, так и в композиторском искусстве. Народные жанры духовной музыки — духовные стихи, среди которых много плачей; истоки их мелодики идут из языческой славянской традиции, тогда как очень лиричные, отличающиеся выраженной эмоциональной экспрессией тексты или по крайней мере яркая специфическая образность и метафоричность и особое покаянное настроение ведут происхождение из ветхозаветной и новозаветной, а также околохристианской религиозной поэзии.
Вместе с вероисповеданием из Византии был заимствован круг церковных песнопений. До конца XVII века церковное пение являлось практически единственной формой профессионального письменного православного музыкального искусства на Руси. Для музыкальной нотации использовались специальные знаки — невмы, благодаря которым сохранились несколько примеров средневековой церковной музыки, в том числе две стихиры, сочинённые царём Иваном Грозным в XVI веке. XVII век привносит свежую струю в русскую духовную музыку. Музыканты изучают музыкальную культуру Европы, знакомятся с совершенно новым стилем. В XVII веке происходит спад в духовной музыке, вызванный множеством различных реформ Петра I. Дворцовый хор стали обучать итальянцы. В некоторых соборах продолжается развитие старообрядческого пения. XIX век приносит новый жанр духовной музыке — произведения для праздничных литургий. Представителями этого жанра стали директор капеллы при императорском дворе Дмитрий Бортнянский, создатель классического хорового концерта Максим Березовский, композитор и дирижёр Степан Дегтярев, композитор и регент Артемий Ведель, композитор Степан Давыдов. Сильное влияние на русскую церковную музыку того времени оказала немецкая музыкальная культура. Композиторы Алексей Львов и Павел Воротников придали церковным песнопениям форму протестантского хорала. В XX веке
духовная музыка наполняется народными стилями звучания благодаря произведениям русских композиторов, в частности Василия Орлова, Степана Смоленского, Николая Данилина, Сергея Рахманинова.
Православная служба, в отличие от католической или протестантской, всегда оставалась исключительно вокальной. Инструментальное сопровождение не допускалось. Важнейшими её жанрами, помимо общих для всех конфессий псалмов, были стихира, тропарь, кондак, величание, позже сложились литургия и всенощная. В полностью сформировавшемся православном богослужении пение сопровождало все его части — литургию (обедню), вечерню и утреню (в канун больших праздников — всенощное бдение); чины крещения, венчания, погребения, а также требы — молебны, панихиды и так далее. Ещё в Византии для разных жанров и различных частей богослужения сложились разные манеры пения — распевы.

## Академическая музыка

### Классическая музыка
Развитие традиционной классической музыки в России началось сравнительно поздно из-за запрета Православной церкви на светскую музыку. Начиная с царствования Ивана Грозного, царский двор пригласил западных композиторов и музыкантов восполнить возникший пробел. К моменту правления Петра I они находились при дворе на регулярной основе. Несмотря на то, что Пётр I не любил музыку, он воспринимал европейскую музыку как символ цивилизации и способ вестернизации страны; основание Санкт-Петербурга по западному образцу поспособствовало распространению европейской музыки среди высших слоёв общества. Увлечение итальянской оперой при дворе во время правления императриц Елизаветы Петровны и Екатерины II также помогло распространить интерес к западной музыке среди аристократии. Это увлечение стало настолько распространённым, что многие даже не знали, что существуют русские композиторы.
Фокус на европейскую музыку означал, что русским композиторам приходилось писать в западном стиле, если они хотели, чтобы их композиции исполнялись. Их успех в этом направлении был переменным из-за отсутствия знакомства с европейскими правилами композиции. Некоторые композиторы смогли выехать за границу для обучения (обычно в Италию), и научились сочинять вокальные и инструментальные произведения в традиции итальянской классики. К ним относятся композиторы Дмитрий Бортнянский, Максим Березовский и Артемий Ведель.
Отечественное композиторское искусство в России существенно начало развиваться с 70-х годов XVIII столетия. Среди первых русских композиторов значимыми также были: В. А. Пашкевич, М. М. Соколовский и особенно настоящий профессионал Е. И. Фомин.
В начале 19 века, на новом витке развития русской музыки творили такие композиторы как: С. И. Давыдов, С. А. Дегтерёв, К. А. Кавос, А. Н. Верстовский, А. А. Алябьев.
Пожалуй, первым русским композитором, который использовал характерные традиционные русские элементы из светской музыки, был Е. И. Фомин с оперой «Ямщики на подставе» 1787 года.
С. А. Дегтерёв использовал народные мотивы в хоровом пении патриотической оратории «Минин и Пожарский, или Освобождение Москвы» 1811 года.
Национальную историю в своём творчестве широко использовал К. А. Кавос и народное хоровое пение в опере «Иван Сусанин» 1815 года, например, в песне «Не бушуйте, ветры буйные».
Также на национальную историю опирался А. Н. Верстовский, особо выделяется его опера «Аскольдова могила» 1835 года с такими песнями с ярко народным окрасом как «Заходили чарочки по столику» и «В старину живали деды».
На новый уровень русские традиции в светской музыке поднял Михаил Глинка, который сочинил оперы «Жизнь за царя (Иван Сусанин)» 1836 года, «Руслан и Людмила» (1837—1842 гг.). Они не были ни первыми операми на русском языке, и далеко ни первыми операми, придуманными русским композитором, но они получили известность за то, что основывались на русских мелодиях и темах, и были общедоступны для восприятия.
Русская народная музыка стала основным источником для композиторов молодого поколения. Группа, которая называла себя «Могучей кучкой», возглавляемой Милием Балакиревым, куда также входили Николай Римский-Корсаков, Модест Мусоргский, Александр Бородин и Цезарь Кюи, провозгласила свою цель сочинять и популяризировать русские национальные традиции в классической музыке. Среди наиболее примечательных композиций «Могучей кучки» были оперы «Снегурочка», «Садко», «Борис Годунов», «Князь Игорь», «Хованщина» и симфоническая сюита «Шехеразада». Оркестровую интермедию «Полёт шмеля», написанную Николаем Римским-Корсаковым для его оперы «Сказка о царе Салтане», исполняют различные зарубежные музыканты на скорость и попадают в Книгу рекордов Гиннесса. Многие работы Глинки и «Могучей кучки» были основаны на русской истории, народных сказках и литературе, и считаются шедеврами романтического национализма в музыке.
В 1859 году также было основано Русское музыкальное общество во главе с композиторами-пианистами — братьями Антоном и Николаем Рубинштейном. «Могучая кучка» часто противопоставлялась Русскому музыкальному обществу; «Могучая кучка» исповедовала русскую национальную идентичность, а Русское музыкальное общество в музыкальном плане было более консервативным. Тем не менее Русское музыкальное общество основало первые в России консерватории в Санкт-Петербурге и в Москве. В Санкт-Петербургской консерватории обучался русский композитор Пётр Чайковский, известный своими балетами, такими как «Лебединое озеро», «Спящая красавица» и «Щелкунчик». Он остаётся самым известным русским композитором за рубежом. Самым известным преемником его стиля стал Сергей Рахманинов, который учился в Московской консерватории, где преподавал Чайковский.
В конце XIX и начале XX века была третья волна русской классики: Игорь Стравинский, Александр Скрябин, Сергей Прокофьев и Дмитрий Шостакович. Они были экспериментаторами по стилю и музыкальному языку. Стравинский оказывал особое влияние на своих современников и последующих поколений композиторов в России и западных странах. Стравинский надолго эмигрировал после революции 1917 года. Хотя Прокофьев также покинул Россию в 1918 году, он в конце концов вернулся и внёс свой вклад в советскую музыку.
После Октябрьской революции русская музыка резко изменилась. В начале 1920-х годов была эпоха авангардных экспериментов, вдохновлённых революционным духом эпохи. В 1930-е годы, во времена Иосифа Сталина, разнообразие в музыке было ограничено. Классицизм одобрялся, а эксперименты не поощрялись. Например, верительная опера Шостаковича «Леди Макбет Мценского уезда» была осуждена в газете «Правда» как «формализм» и вскоре была запрещена в театрах на многие годы.
Музыкальными патриархами эпохи были Сергей Прокофьев, Дмитрий Шостакович, Арам Хачатурян и Александр Александров. Последний наиболее известен тем, что сочинил гимн СССР и песню «Священная война». Со временем волна молодых советских композиторов, таких как Георгий Свиридов, Альфред Шнитке и София Губайдулина, вышли на первый план из-за строгой советской системы образования. Союз композиторов СССР был создан в 1932 году и стал основным регулирующим органом советской музыки. Одним из самых известных певцов того времени был Марк Бернес. В послевоенные годы известным композитором был Родион Щедрин. Известными музыкантами советского периода являются дирижёры Валерий Гергиев, Юрий Башмет, Мстислав Ростропович, Владимир Спиваков, Евгений Мравинский, Геннадий Рождественский. Многие из них известны до сих пор.
В новейшей истории России одним из самых известных исполнителей классической музыки является пианист Денис Мацуев. Известным современным композитором классической музыки является Илья Демуцкий, известный своим балетом «Герой нашего времени».

### Хоровая музыка
История светской хоровой музыки в России начинается в XIX веке, когда в православную церковную музыку приходит партесное пение, заменившее одноголосное знаменное пение. Тогда же появляется светское камерное хоровое пение, исполняемое в кантах.
Важную роль в развитии светской хоровой музыки сыграла русская опера; хоровое пение звучит в операх Михаила Глинки «Жизнь за царя» и «Руслан и Людмила». Значимую роль оперное хоровое пение заняло у классических композиторов XIX века. Пик популярности хорового пения пришёлся на вторую половину XIX и начало XX века. Вслед за эпохой патриотических ораторий, кантат и песен, вызванных национальным подъёмом, стали во множестве появляться хоровые переложения народных песен. В 1878 году было основано Русское хоровое общество, которое объединяло любителей светского хорового пения. Хор Русского хорового общества принимал участие в концертах Русского музыкального общества, а также давал несколько собственных концертов ежегодно. В 1887 году в хор впервые были введены женские голоса.
После Октябрьской революции значительный вклад в развитие светской хоровой музыки внёс Георгий Свиридов. Другим знаковым композитором является Томас Корганов. Выдающимися хоровыми коллективами советского периода являются Государственный академический русский хор имени А. В. Свешникова, Республиканская русская хоровая капелла имени А. А. Юрлова, Русский народный хор имени M. E. Пятницкого, Московский государственный академический камерный хор. В популярной музыке известен «Хор Турецкого».
Отдельную популярность в послевоенные годы обрело детское хоровое пение. В 1957 году была основана Московская хоровая капелла мальчиков, исполняющая русскую духовную музыку и народные песни. В 1970 году основан Большой детский хор Всесоюзного радио и Центрального телевидения, исполняющий кантаты, симфонии, оперы, патриотические песни. Массовую популярность в исполнении хора обрели детские песни Евгения Крылатова, Аркадия Островского, Александры Пахмутовой и других композиторов, такие как «Прекрасное далёко», «Пусть всегда будет солнце», «Спят усталые игрушки», «Крылатые качели», «Взвейтесь кострами, синие ночи», «Антошка». В 1970-х годах хор был настолько популярен, что известность в народе получили его солисты: Серёжа Парамонов, Света Погасий, Рита Суханкина, Дима Галихин. С 1991 года существует камерный хор «Вера». В современной России с 2013 года действует Всероссийское хоровое общество, в 2014 году основавшее Детский хор России.

### Авангардная музыка
Авангардная музыка в России начала формироваться в 1910—1920-х годах и достигла пика развития в 1960—1980-х. Русский авангард в музыке на начальном этапе характеризовался как футуризм. Это движение поддерживали такие композиторы как Николай Рославец, Иван Вышнеградский, Николай Обухов, Артур Лурье, Иосиф Шиллингер, Арсений Авраамов.
Ранний музыкальный авангард в России не имел единого сформировавшегося направления, и композиторы, обращавшиеся к авангарду, находились в творческих поисках «нового мирослышания» и «звукового миросозерцания», которые отражались как в музыке, так и в литературных манифестах. В русле «нового мирослышания» переосмысливались многие основные музыкальные категории — звук, звуковысотная система, тембр, гармония и так далее. Почти все ранние авангардисты так или иначе занимались обновлением традиционной системы темперирования и изобретали новые системы деления тонов. Футуристы стремились к изобретению новых инструментов или устройств, соответствующих такому подходу, например, Лев Термен, создавший электроакустический инструмент терменвокс, и Николай Обухов, создавший Эфир, Кристалл, Волны и Звучащий крест. Эти инструменты давали принципиально новую сонорику, но также часто предпринимались попытки усовершенствовать традиционные оркестровые инструменты классической музыки. За новой сонорикой следует поиск «пространственной музыки». Главной концепцией музыкального футуризма становилось раскрепощение звуковой массы. Ещё одним подходом являлась «ультрахроматическая гармония», которую русские композиторы выводили из стилистики позднего творчества Александра Скрябина.
Ранний русский музыкальный авангард не оказал влияния на советскую авангардную музыку 1960—1980-х годов. Первым авангардистом послевоенной эпохи является Андрей Волконский. Характерной особенностью музыкального авангарда СССР становился фольклорный окрас, когда новые техники применялись к разработке народных напевов. Первой освоенной техникой был сериализм, затем сонористика и алеаторика; одновременно началось развитие электронной музыки. Позднее чистые системы уступили место разным смешанным техникам: появились понятия «коллажа» и полистилистики — термина Альфреда Шнитке, чьи сочинения наиболее ярко представляют данное явление.
Знаковым исполнителем авангардной музыки был Эдисон Денисов, основавший в 1990 году Ассоциацию современной музыки по типу одноимённого объединения, возникшего в 1924 году.

## Маршевая музыка
В России популярность обрела в основном военная маршевая музыка, которая впервые появилась при Петре I и вошла в репертуар военных оркестров. Позднее у каждого полка появился свой марш: например, «Марш преображенского полка», «Марш измайловского полка» и другие. Широко известен русский походный марш «Прощание славянки» Василия Агапкина, который стал национальным и символизирующим проводы на войну, на воинскую службу и в дальнее путешествие.
Маршевая музыка присутствовала в репертуаре русских композиторов классической музыки, например, у Петра Чайковского, Сергея Прокофьева, Алексея Верстовского, Михаила Глинки, Георгия Свиридова, Рейнгольда Глиэра.
В советское время большой вклад в военную музыку внёс композитор Семён Чернецкий, написавший в годы Великой Отечественной войны более 50 маршей. Песня Александра Александрова «Священная война» стала символом героизма в военные годы. В 1928 году был создан Ансамбль песни и пляски Российской армии имени А. В. Александрова, исполняющий военно-патриотические песни.

## Театральная музыка
Истоки русской театральной музыки относятся ко временам Киевской Руси; разыгрываемые скоморохами сцены-диалоги сопровождались «песнями бесовскими», игрой на гуслях, домрах, гудках. В народной драме, выросшей из скоморошьих представлений («Атаман», «Маврух», «Комедия о царе Максимилиане»), звучала русская песня и инструментальная музыка.
В церковной музыке в XV веке развивался жанр православного музыкального литургического действа («Омовение ног», «Пещное действо»). В XVII—XVIII веках развивалась музыка в школьной драме с ариями, хорами в церковном стиле, светскими кантами, плачами, инструментальными номерами. Театр «Комедийная хоромина», основанный в 1672 году, имел большой оркестр со скрипками, виолами, флейтами, кларнетами, трубами, органом.
Во времена Петра I получили распространение торжественные театрализованные представления (прологи, кантаты), основанные на чередовании драматических сцен, диалогов, монологов с ариями, хорами, балетами. К их оформлению привлекались крупные русские (Осип Козловский, Василий Пашкевич) и итальянские композиторы. Вплоть до XIX века в России отсутствовало разделение на оперные и драматические труппы; отчасти по этой причине долгое время преобладали смешанные жанры (опера-балет, водевиль, комедия с хорами, музыкальная драма, драма «на музыке», мелодрама и другие). Драма «на музыке» оформила русскую классическую оперу XIX века. В первой половине XIX века к театральной музыке обращались композиторы Алексея Верстовского, Александра Алябьева, Александра Варламова. Вторая половина XIX века в театральной музыке связана с драматургом Александром Островским, обращавшимся к произведениям композиторов с музыкой на традиционные русские мотивы. В XIX—XX веках Константин Станиславский реформировал театр, одним из первых предложив во имя цельности спектакля ограничиться только предуказанными драматургом музыкальными номерами, переместил оркестр за сцену, потребовал от композитора вживания в режиссёрский замысел. Режиссёр Всеволод Мейерхольд был одним из сторонников синтеза музыки и сценического действия. Режиссёрскую партитуру спектакля Мейерхольд рассматривал как композицию, построенную по законам музыки.
В 1920—1930-х годах театры начали экспериментировать с музыкой, добавляя в спектакли и музыкальный ряд гротеск вместо лирики. В послевоенные годы советского периода произошло слияние театра с эстрадой. Для театра помимо классических композиторов начали писать музыку композиторы популярной музыки и кино.

### Опера

#### Опера в дореволюционной России
Опера в России впервые появилась в XVIII веке. Её развитие началось с приезда итальянской труппы во времена правления императрицы Анны Иоанновны. Первое представление состоялось 29 января 1736 года. Опера называлась «Сила любви и ненависти» (музыка — Франческо Арайя). Позднее при дворе появилась и французская труппа. В это же время появился большой спрос на оперу; стали открываться частные оперы. Нередко в одном городе было несколько опер: итальянская, русская, немецкая. При императрицах Анне Иоанновне, Елизавете Петровне, Екатерине II в операх принимали участие певчие Придворной певческой капеллы, до этого исполнявшие только духовные песнопения.
Первая опера на оригинальный русский текст поэта Александра Сумарокова — «Цефал и Прокрис» — была поставлена на сцене в Санкт-Петербурге 27 февраля 1755 года (музыка — Франческо Арайя). Первой русской оперой считается «Мельник — колдун, обманщик и сват» Михаила Соколовского на текст Александра Аблесимова, поставленная в 1779 году. Опера — бытовая комедия с музыкальными номерами песенного характера, положившая начало ряду популярных произведений данного жанра — ранней комической оперы. В оперных спектаклях при дворе в качестве солистов и актёров выступали также молодые русские музыканты, такие как будущие известные композиторы Максим Березовский и Дмитрий Бортнянский. Нередко вместе с профессионалами со сцены пели арии именитые придворные, которых называли «дилетантами». Из недр комической оперы в России появился затем комический театр и водевиль.
В XIX веке популярность оперы в Российской империи возрастает. В первые десятилетия придворный и частный театр отмирали, монополия сосредоточивалась в руках государства. В 1835 году была написана «Аскольдова могила» Алексея Верстовского, в интонационном строе которой сочетаются национально-русские, западнославянские и молдавско-цыганские бытовые интонации. В 1870-х годах написан «Раёк» Модеста Мусоргского, высмеивающий страсть петербургской публики к итальянским оперным певцам.
Наиболее популярной в дореволюционный период была опера Михаила Глинки. Поставленная в 1836 году опера «Жизнь за царя» включала мощное хоровое начало, что соответствовало традиции национальной культуры и во многом предопределило дальнейший путь русской оперы. Другие знаковые оперные композиторы: Александр Даргомыжский («Русалка»), Александр Серов («Юдифь»), Николай Римский-Корсаков («Золотой петушок»), Антон Рубинштейн («Демон»), Сергей Танеев («Орестея»), Сергей Рахманинов («Алеко»). Александр Даргомыжский в опере «Каменный гость» впервые создал жанр разговорной оперы, оказавший влияние на эстетику следующего поколения петербургских композиторов.
Русская опера является частью мирового оперного искусства. Ряд опер часто ставится в различных театрах мира; в частности, «Борис Годунов» Модеста Мусоргского, «Пиковая дама» и «Евгений Онегин» Петра Чайковского, «Князь Игорь» Александра Бородина и другие. Музыка из балетного фрагмента 2-го действия оперы «Князь Игорь» «Половецкие пляски» стала популярной за рубежом и исполнялась многими исполнителями популярной музыки в современной аранжировке.

#### Опера в СССР
После Октябрьской революции в СССР возник кризис в оперном искусстве. Единственный композитор, писавший музыку для оперы, Сергей Прокофьев, не получил поддержки среди других композиторов. В 1920-х годах появляются оперы на историческую и актуальную тему: «За красный Петроград» Арсения Гладковского и Евгения Пруссака, «Орлиный бунт» Андрея Пащенко, «Декабристы» Василия Золотарёва. Молодые композиторы экспериментировали с другими стилями, такие как Владимир Дешевов в опере «Лёд и сталь». В 1930-х знаковой стала опера Дмитрия Шостаковича «Леди Макбет Мценского уезда», которая была запрещена в СССР вплоть до 1962 года.
Ощутимое развитие советской оперы произошло в середине 1930-х годов в связи с расцветом советской массовой песни, широко распространившейся благодаря звуковому кино и радио. Композиторы создавали оперы, осваивая это новое песенное явление. Песенные оперы некоторое время были господствующим жанром в СССР. Наиболее известные из них — «Тихий Дон» Ивана Дзержинского, «В бурю» Тихона Хренникова. В 1940 году выходит возымевшая успех опера Сергея Прокофьева «Семён Котко», выдержанная в декламационном стиле. В 1940-х выходят более мелодичные оперы Прокофьева «Обручение в монастыре» и «Война и мир». С выходом его же оперы «Повесть о настоящем человеке» с синтезом русского народного и западного стилей в конце 1940-х окончательно утвердилась советская опера. Оперы «Декабристы» Юрия Шапорина и «Емельян Пугачёв» Мариана Коваля выполнены в традициях русской эпической оперы. В послевоенные годы были популярны оперы по мотивам литературных произведений. Известные композиторы того периода — Андрей Эшпай, Григорий Фрид, Николай Сидельников, Владимир Дашкевич. С развитием советского кинематографа многие оперные композиторы стали активно писать музыку для кино. В начале 1960-х годов композиторы создавали жанровый синтез, трансформировав драматургические функции традиционных элементов оперы — вокальных, оркестровых, хореографических, — сопровождая включением новых, взятых из киноискусства, драматического театра, что вело к возникновению межжанровых образований. Ближе к концу XX века в жанре преобладает эпическое и лирическое наклонение. Среди оперных режиссёров послевоенного периода известен Борис Покровский. Среди оперных певцов в советский период были известны Елена Образцова, Софья Преображенская, Мария Максакова, Галина Вишневская, Александр Ведерников, Саломея Крушельницкая, Зураб Соткилава, Дмитрий Хворостовский, Любовь Казарновская.

#### Опера в современной России
В новейшей истории России оперное искусство было представлено в основном советскими оперными деятелями и наследием дореволюционной и советской оперы. Современная опера известна работами постановщика Василия Бархатова, композитором Леонидом Десятниковым и, в частности, его оперой «Дети Розенталя», оперными певцами: Анной Нетребко, Хиблой Герзмавой, Николаем Басковым и прочими.

### Водевиль
В России прототипом водевиля была небольшая комическая опера конца XVII века, удержавшаяся в репертуаре русского театра до начала XIX века; к таким относятся «Сбитенщик» и «Несчастье от кареты» Якова Княжнина, «Опекун-Профессор» Николая Куликова, «Мнимые вдовцы» Василия Лёвшина, «С.-Петербургский Гостиный двор» Михаила Матинского, «Кофейница» Ивана Крылова и другие. Особый успех имела опера «Мельник — колдун, обманщик и сват» Александра Аблесимова, поставленная в 1779 году. Водевиль в Россию пришёл из Франции и большинство из них переводились с французского языка.
Следующий этап развития водевиля — «маленькая комедия с музыкой», как его определяет писатель Фаддей Булгарин. Этот водевиль получил особое распространение приблизительно с 1820-х годов. Образчиками такого водевиля являлись «Казак-стихотворец» и «Ломоносов» Александра Шаховского.
Среди дворянско-гвардейской молодёжи начала XIX века считалось признаком хорошего тона сочинить водевиль для бенефиса того или иного актёра или актрисы, и для бенефицианта это было выгодно, ибо подразумевало и некоторую «пропаганду» со стороны автора за предстоящий бенефисный сборник. Поэт Николай Некрасов написал несколько водевилей под псевдонимом Перепельский («Шила в мешке не утаишь, девушку в мешке не удержишь», «Феоклист Онуфриевич Боб, или муж не в своей тарелке», «Вот что значит влюбиться в актрису», «Актёр».
Расцвет водевиля пришёлся на 1840-е годы; успешным водевилем того времени был «Лев Гурыч Синичкин, или Провинциальная дебютантка» Дмитрия Ленского. В те же годы возник поджанр с переодеваниями травести, успешно представленный актрисой Варварой Асенковой. Известными авторами водевилей в XIX веке были Николай Хмельницкий, Александр Писарев, Фёдор Кони, Василий Фёдоров, Григорьев 1-й, Григорьев 2-й, Пётр Каратыгин, Николай Коровкин.
Проникновение в Россию в конце 1860-х годов из Франции оперетты ослабило популярность водевиля и к 1880 году жанр почти пропал со сцены. Несколькими водевилями в то время — «О вреде табака», «Медведь», «Предложение», «Свадьба», «Юбилей» — отметился писатель Антон Чехов. Тем не менее, в период конца XIX — начала XX века водевиль обретает популярность на Украине и в Белоруссии.
Некоторое оживление водевиля можно обнаружить в 1920—1930 годах, когда в этом жанре работали Алексей Файко («Учитель Бубус»), Василий Шкваркин («Чужой ребёнок»), Илья Ильф и Евгений Петров («Сильное чувство»), Валентин Катаев («Квадратура круга») и другие. Тем не менее, дальнейшего развития в чистом виде водевиль не получил.

### Оперетта

#### Оперетта в дореволюционной России
До XX века оригинальной русской оперетты практически не было. Сценическая музыкальная комедия в России развивалась в жанре водевиля, а её основным автором был драматург. Музыкальные номера, танцы и куплеты носили прикладной, вставной характер и, в отличие от оперетты, они не столько служили развитию действия, сколько иллюстрировали его.
Более редкую разновидность музыкальных спектаклей того времени составляли «мозаики», музыкальная партитура которых была собрана из популярных произведений — романсов и эстрадных песен («Русские романсы в лицах» и «Цыганские песни в лицах» Николая Куликова, «Хаджи-Мурат» Ивана Деккер-Шенка).
История сценической оперетты в России началась в 1859 году, когда французская труппа в Михайловском театре впервые представила оперетту «Орфей в аду» Жака Оффенбаха в России. Возникли самостоятельные труппы, специализирующиеся на оперетте, которые ставили преимущественно произведения французских и австрийских композиторов. С 1865 года постановкой оперетт уже занимались многие российские театры, включая императорский Александринский театр. В оперетте выступали такие знаменитые актёры, как Вера Лядова, Константин Варламов, Владимир Давыдов, Полина Стрепетова, Вера Комиссаржевская, Константин Станиславский и другие. Значительную роль в становлении и развитии сценической оперетты в России сыграл антрепренёр Михаил Лентовский. В 1880—1890-х годах особое место занимал цыганский музыкальный театр.

#### Оперетта в СССР
Важный этап развития театра оперетты в России пришёлся на 1920-е годы. Этому способствовала новая экономическая политика, принятая в 1921 году советским правительством. В Союзе появились состоятельные люди, жаждавшие развлечений. В этих условиях жанр оперетты стал чрезвычайно популярным. Основой спектаклей по-прежнему была не русская, а классическая оперетта — чаще всего, французская, но к её постановкам обращались известные российские режиссёры, такие как Владимир Немирович-Данченко, Александр Таиров.
Основоположниками советской оперетты считаются композиторы Николай Стрельников и Исаак Дунаевский. Стрельников в разработке своих оперетт следовал в основном традициям венской школы — как в музыке, так и в сюжетных линиях, создавая своеобразные мелодрамы-буфф, а Дунаевский создал своеобразный национальный вариант американского мюзикла, ориентированный в музыке на массовую песню, а либретто — на идеологические шаблоны того времени.
Серьёзным событием в истории жанра стало появление в 1937 году весёлой оперетты «Свадьба в Малиновке» Бориса Александрова, посвящённой событиям времён гражданской войны на территории современной Украины — эта оперетта долго шла на советской сцене.
Во время Великой Отечественной войны в репертуаре советских театров оперетты появлялись произведения на военно-патриотическую тему. После Великой Отечественной войны появляются новые имена композиторов оперетты: Юрий Милютин («Девичий переполох», «Трембита»), Константин Листов («Севастопольский вальс») и другие.
С середины 1960-х годов театры помимо классической оперетты стали обращаться к музыкальным произведениям других жанров — рок-опере и мюзиклу.

#### Оперетта в современной России
После распада СССР на театральной сцене появились многие оперетты, которые не ставились на протяжении долгих лет из-за запретов и цензуры. Несмотря на то, что мюзикл в настоящее время представляет больший интерес у российских композиторов, некоторые иногда обращаются к традициям оперетты. Например, Андрей Семёнов объединил черты оперетты и мюзикла в своём «Фанфан-тюльпане», который был поставлен в 2012 году и находится в репертуаре театра «Московская оперетта».

### Мюзикл

#### Мюзиклы в СССР
Мюзиклы в СССР, как и в США, пришли через джаз. Известными фильмами с музыкальными сценами были музыкальные комедии «Весёлые ребята», «Цирк» и «Волга, Волга» режиссёра Григория Александрова. Начиная с середины 1960-х предпринимались попытки постановок мюзиклов на советской театральной сцене, однако диапазон постановок музыкальных спектаклей колебался между социальной публицистикой и лирической музыкальной комедией-опереттой. В Ленинградском театре имени Ленинского комсомола была поставлена «Вестсайдская история». В 1985 году в оперной студии при Санкт-Петербургской консерватории состоялась премьера зонг-оперы вокально-инструментального ансамбля «Поющие гитары» «Орфей и Эвридика» композитора Александра Журбина. В том же году на сцене Ленинградского государственного театра имени Ленинского комсомола состоялась премьера рок-мюзикла «Овод».
В 1970-х впервые появились приближённые к жанру мюзикл постановки в Ленинградском театре оперетты («Свадьба Кречинского») и постановки Марка Захарова в Ленкоме («Тиль», «Звезда и смерть Хоакина Мурьеты», «Юнона и Авось»). Рок-опера «Юнона и Авось» композитора Алексея Рыбникова, впервые представленная в 1981 году, стала особенно популярной и с успехом ставится по сей день.
Важной вехой стала постановка на русском языке в 1990 году на сцене Театра имени Моссовета рок-оперы Эндрю Ллойда Уэббера «Иисус Христос — суперзвезда».

#### Мюзиклы в современной России
С 1999 года на российской театральной сцене появились мюзиклы по западному образцу; в частности, бродвейские мюзиклы, рок-оперы и другие. Осуществляются как оригинальные постановки на русском материале, так и постановки иностранных мюзиклов: как с изменениями, так и по лицензии — с точным соблюдением хореографии и сценографии оригинального мюзикла.
В 1999 году театр «Московская оперетта» перенёс на русскую сцену вариант польского мюзикла «Метро», который и стал первым воплощением бродвейского жанра мюзикл в России.
В 2001 году состоялась премьера первого полностью русского мюзикла — «Норд-Ост», написанного российскими композиторами и либреттистами на основе романа Вениамина Каверина «Два капитана». Он пользовался большим успехом, и жанр мюзикла начал становиться крайне популярным. На волне этого успеха в 2002 году были адаптированы популярные иностранные мюзиклы, в частности, французский «Нотр-Дам де Пари»; адаптация пользовалась большим успехом, а его удачно переведённая песня «Belle» в исполнении Вячеслава Петкуна находилась в постоянной ротации радиостанций. Продюсеры Катерина Гечмен-Вальдек и Владимир Тартаковский следом адаптируют «Ромео и Джульетту» и «Монте-Кристо». Теракт на Дубровке, произошедший в 2002 году в московском Доме культуры, где показывали мюзикл «Норд-Ост», спровоцировал падение популярности мюзиклов в России. В 2002 году Филипп Киркоров спродюсировал бродвейский мюзикл «Чикаго», который провалился в России и оказался самым убыточным в истории мюзиклов в стране. Убыточной также оказалась и адаптация «42-й улицы».
В 2003 году была предпринята попытка возродить популярность мюзиклов в России; на сцене Московского дворца молодёжи в режиме ежедневного показа был поставлен мюзикл «12 стульев». В 2005 году на российский рынок приходит нидерландская продюсерская компания Stage Entertainment, которая занимается адаптацией международных проектов. В 2005 году компания поставила в Москве мюзикл «Кошки» Эндрю Ллойда Уэббера, а в 2006 году — Mamma Mia!. С тех пор компания регулярно ставит мюзиклы в Московском дворце молодёжи.
Постановки продюсерского центра «Триумф», Musical Trade и Stage Entertainment с 2005 года поставили производство мюзиклов на промышленный поток. В 2006 году была учреждена специальная премия для русских мюзиклов — «Музыкальное сердце театра». В 2009 году был учреждён профессиональный праздник — «День мюзикла в России». В 2008 году на экраны вышел первый современный российский фильм-мюзикл «Стиляги».

## Романс

#### Романс в дореволюционной России
В конце XIX — начале XX века очень популярными стали романсы. Композитор Александр Даргомыжский является основоположником русского классического романса. Ориентируясь в творчестве на культурные веяния 1840—1860 годов, он сочинял романсы и песни, основанные на салонном музицировании и литературном образе «маленького человека». Он основал такие поджанры как «лирико-психологический монолог», «народно-бытовая сценка» и «сатирическая песня».
Решающий вклад в развитие музыки русского романса внесли композиторы Александр Алябьев, Александр Варламов, Николай Девитте и Александр Гурилёв. Во многих романсах обыгрывались цыганские мотивы. Во второй половине XIX века сформировалось несколько поджанров — салонный романс, жестокий романс, одесский бит и другие. Популярные исполнители романсов обычно пели одновременно и в операх. Самыми популярными были Фёдор Шаляпин, Анастасия Вяльцева. Певцы обычно также сочиняли музыку и писали тексты, такие как Александр Вертинский, Константин Сокольский, Пётр Лещенко, Алла Баянова.

#### Романс в СССР
В советский довоенный период были популярны исполнители цыганского романса: Изабелла Юрьева, Вадим Козин, Тамара Церетели, в послевоенный — Валентина Пономарёва, Нани Брегвадзе. Самым известным исполнителем городского романса, из которого позже образуется жанр блатной песни, является Леонид Утёсов. Известным исполнителем перестроечного периода является Олег Погудин. Мелодекламацию исполняли Евстигней Фомин, Григорий Лишин, Антон Аренский.

## Джаз

#### Джаз в СССР
Джаз был представлен советской публике Валентином Парнахом в 1920-х годах. Певец Леонид Утёсов и кинокомпозитор Исаак Дунаевский поспособствовали его популярности, приняв участие в создании музыкального фильма «Весёлые ребята», в котором была джазовая киномузыка. В 1930—1940-х годах Леонид Утёсов и Александр Цфасман были самыми популярными джазовыми исполнителями. В 1936—1941 годах существовал Государственный джаз-оркестр СССР. В конце 1940-х, во время борьбы с космополитизмом, джаз в СССР переживал сложный период, когда коллективы, исполняющие западную музыку, подвергались гонениям. С началом «оттепели» гонения в отношении музыкантов были прекращены, но критика продолжилась. В 1970—1980 годах джаз получил широкую популярность в кавказских республиках: созданы грузинский джазовый коллектив «Орэра» (1961), азербайджанский «Гая» (1972), которые существуют до сих пор; Государственный эстрадный оркестр Армении под руководством Константина Орбеляна входил в число ведущих джазовых коллективов СССР. В 1983 году вышел фильм «Мы из джаза», полностью посвящённый джазовой музыке.
Эдди Рознер, Олег Лундстрем и другие участвовали в создании советской джазовой музыки. Большой вклад в советский джаз внёс джаз-клуб «Синяя птица», а также джазмены Георгий Гаранян, Борис Фрумкин, Виталий Долгов, Борис Матвеев, Вячеслав Ганелин, Геннадий Гольштейн, Владимир Данилин, Алексей Козлов, Роман Кунсман, Николай Левиновский, Виктор Фридман, Андрей Товмасян, Игорь Бриль, Леонид Чижик, Игорь Бутман. Самой известной джазовой вокалисткой является Лариса Долина.

#### Джаз в современной России
В настоящее время в России существует единственный джазовый лейбл Butman Music Records, руководимый музыкантом Игорем Бутманом. Первым музыкантом, издавшим свою пластинку на лейбле, стал трубач Вадим Эйленкриг, он же является самым популярным артистом лейбла.
В Москве ежегодно проводятся фестивали джазовой музыки, такие как «Усадьба Джаз», «Триумф джаза» и «Джаз в саду Эрмитаж». Среди современных джазовых исполнителей известны Роман Мирошниченко, Анна Бутурлина.

## Электронная музыка
В 1918 году радиотехник Лев Термен изобрёл терменвокс — один из ранних электронных музыкальных инструментов, на котором в разное время давались концерты.
Среди известных композиторов советской электронной музыки были Вячеслав Мещерин, создатель Ансамбля электромузыкальных инструментов, и композитор электроакустической и эмбиент-музыки Эдуард Артемьев.
Один из основателей российской экспериментальной электронной музыки Роман Белавкин в 1994 году основал один из первых лейблов электронной музыки в России — Art-Tek Records, из которого выходят такие известные электронные группы как «Ёлочные игрушки», Lazyfish, Novel 23 и Solar X самого Белавкина. Группа Fizzarum выпускалась на британском инди-лейбле Domino Records. Lazyfish выпускался на немецком лейбле Kompakt. Другие известные группы: витч-хаус (IC3PEAK), драм-н-бейс («Нейромонах Феофан», «Deadушки»), киберфолк (Atlantida Project), синти-поп («Технология», «Форум»), электропоп (Tesla Boy).
С 2010 года формируется поджанр синтвейва — sovietwave — электронная музыка с звуковыми элементами из советской эпохи. К известным группам жанра относятся «Артек Электроника», «Маяк».

## Киномузыка
Музыка к фильмам появилась ещё в дореволюционной России. В 1908 году на премьерном показе фильма «Понизовая вольница» единожды прозвучала музыка Михаила Ипполитова-Иванова. В 1929 году вышел фильм «Новый Вавилон» на оригинальную музыку Дмитрия Шостаковича, который всего написал музыку к 34 фильмам. В 1931 году был снят первый советский звуковой фильм «Путёвка в жизнь» на звуковой системе «Тагефон», изобретённой Павлом Тагером. В 1930-х годах киномузыка Сергея Прокофьева и Исаака Дунаевского варьировалась от классических произведений до популярного джаза.
Среди выдающихся композиторов эпохи позднего советского периода — Владимир Дашкевич («Шерлок Холмс и доктор Ватсон»), Тихон Хренников («Свинарка и пастух», «Гусарская баллада»), Александр Зацепин («Женщина, которая поёт», «Кавказская пленница, или Новые приключения Шурика», «Бриллиантовая рука», «Иван Васильевич меняет профессию», «31 июня», «Фантазии Веснухина», «Не может быть!», «Земля Санникова»), Геннадий Гладков («Джентльмены удачи», «Собака на сене», «Обыкновенное чудо», «Человек с бульвара Капуцинов», «12 стульев», «Бременские музыканты»), Леонид Афанасьев («Тени исчезают в полдень», «Вечный зов»), Евгений Дога («Табор уходит в небо», «Мой ласковый и нежный зверь»), Юрий Бирюков («Жди меня», «Дом, в котором я живу»), Алексей Рыбников («Приключения Буратино», «Тот самый Мюнхгаузен», «Ералаш»), Андрей Петров («Человек-амфибия», «Я шагаю по Москве», «Берегись автомобиля», «Голубые города», «Путь к причалу», «Служебный роман», «Осенний марафон», «Жестокий романс», «О бедном гусаре замолвите слово»), Микаэл Таривердиев («Семнадцать мгновений весны», «Ирония судьбы, или С лёгким паром!»), Максим Дунаевский («Д’Артаньян и три мушкетёра», «Карнавал», «Мэри Поппинс, до свидания!»). Многие песни из фильмов стали всенародно популярными и любимыми.

## Авторская песня
Авторская или бардовская песня является жанром поэтов-песенников, возникшим в начале 1960-х годов. Предшественником жанра является городской романс. Поначалу основу жанра составляли студенческие и туристические песни, отличавшиеся от распространявшихся по государственным каналам песен с доминирующей личностной интонацией, а также живым и неформальным подходом к теме. Отдельные произведения авторской песни появились ещё в 1930-х годах — сочинённые Павлом Коганом и Георгием Лепским романтические песни, самой известной из которых стала «Бригантина», а также ранние песни Михаила Анчарова. Геолог Николай Власов популяризовал туристические песни. Самой известной его песней является «Студенческая прощальная». Особенно популярными с 1938 года были авторские песни Евгения Аграновича. Песня «Баксанская», написанная воинами-альпинистами зимой 1943 года на мелодию композитора Бориса Терентьева «Пусть дни проходят», является одной из самых известных в военные годы. Широкую популярность авторская песня приобрела в середине 1950-х, когда появились магнитофоны. Изначально игнорируемые в эти годы государственными СМИ, такие барды, как Владимир Высоцкий, Булат Окуджава, Юрий Визбор, Александр Галич, Новелла Матвеева, Олег Митяев, завоевали такую популярность, которая позволила им отказаться от дистрибьюторских услуг фирмы «Мелодия». Авторская песня была одной из форм самовыражения «шестидесятников». Самый большой фестиваль бардовской музыки — «Грушинский фестиваль», который проводится ежегодно с 1968 года. На пересечении авторской песни и фолк-музыки в конце 1980-х — начале 1990-х годов сформировалось движение менестрелей, связанное с поклонниками ролевых игр и исторической реконструкции. Его представители — Тэм Гринхилл, Йовин, Канцлер Ги, Элхэ Ниэннах, Иллет и другие — исполняют акустические песни собственного сочинения, часто на средневековую либо фэнтезийную тематику. Традиционная тематика, ставшая классикой менестрельской песни — произведения Джона Р. Р. Толкина.
После распада СССР популярность авторской песни убавилась, тем не менее, существуют современные известные поэты-песенники, в частности, Игорь Растеряев, Григорий Данской, Тимур Шаов, Семён Слепаков. В 2001 году был открыт «Театр авторской песни на Байкале».

## Поп-музыка
В России к массовым музыкальным жанрам термин «поп-музыка» применяется с конца 1980-х годов. До этого применялись термины «эстрада» и «эстрадная музыка». Истоки современной российской поп-музыки: песенный фольклор (жестокий романс), цыганская музыка, советская массовая песня, западная рок-музыка и поп-музыка, а также элементы светской музыки восточноевропейских евреев (ансамбли клезмеров).

#### Эстрадная музыка в СССР
В 1960-х и 1970-х годах началось развитие эстрадной музыки. Появились вокально-инструментальные ансамбли, исполняющие песни в стиле поп, рок и фолк для радио и ТВ, часто написанные членами Союза композиторов и одобренные цензурой. Эта волна начиналась с «Весёлых ребят», «Поющих гитар» и «Песняров»; популярными вокально-инструментальными ансамблями были также «Цветы», «Земляне», «Самоцветы» и «Верасы». В конце 1980-х появились популярные музыкальные поп-группы «Ласковый май» и «Мираж» — они считаются первопроходцами современной российской поп-музыки.
Помимо ансамблей были популярны и сольные исполнители, среди которых — Клавдия Шульженко, Муслим Магомаев, Алла Пугачёва, София Ротару, Валерий Леонтьев, Юрий Антонов, Анна Герман, Эдита Пьеха, Александр Серов, Лайма Вайкуле, Наталья Ветлицкая, Жанна Агузарова и другие. Многие из них остаются популярными и по сей день.
Знаковым композитором советской эстрадной песни является Александра Пахмутова, написавшая множество известных и популярных песен, среди которых «Беловежская пуща», «Как молоды мы были», «Нежность». Другие значимые композиторы: Давид Тухманов («День Победы», «Чистые пруды», «Эти глаза напротив»), Василий Соловьёв-Седой («Подмосковные вечера») и Раймонд Паулс («Миллион алых роз», «Листья желтые»).
В начале 1970-х годов появилось множество музыкальных фестивалей, таких как «Международный фестиваль песни в Сопоте», «Золотой Орфей», «Братиславская Лира», «Песня года» и другие. В 1975 году также был создан первый в истории СССР и России музыкальный чарт — хит-парад «Звуковая дорожка» газеты «Московский комсомолец».
Публикация и продвижение музыки в СССР было государственной монополией. Чтобы заработать деньги и славу своим талантом, советским музыкантам приходилось подписываться на государственную звукозаписывающую фирму «Мелодия». Это означало принятие определённых границ для экспериментов — создание музыки для широких масс и политически нейтральные слова к песням. Между тем, с появлением новых технологий звукозаписи, у обычных слушателей появилась возможность записывать и обмениваться музыкой через магнитофоны. Это привело к расцвету самиздата и андеграундной субкультуры (например, бардовской песни и рок-музыки), несмотря на игнорирование их государственными СМИ.

#### Поп-музыка в России
Российская поп-музыка хорошо развита и пользуется большим успехом благодаря таким музыкальным каналам как «MTV Россия», «Муз-ТВ», RU.TV и различным радиостанциям, таким как «Русское радио», «Европа Плюс», «Авторадио», «Наше радио» и другие. С начала перестройки появился целый ряд известных музыкальных поп-групп, популярных в 1990-х: «На-На», «А’Студио», «Кар-Мэн», «Комбинация», «Кабаре-дуэт «Академия»», «Иванушки International», «Руки Вверх!», «Отпетые мошенники», «Чай вдвоём», «Гости из будущего», «Дюна». Среди сольных исполнителей были популярны Лада Дэнс, Филипп Киркоров, Марина Хлебникова, Татьяна Овсиенко, Ирина Аллегрова, Дмитрий Маликов, Кристина Орбакайте, Игорь Николаев, Леонид Агутин, Анжелика Варум, Сергей Пенкин, Евгений Белоусов, Олег Газманов, Татьяна Буланова, Кай Метов, Андрей Губин, Влад Сташевский, Игорь Корнелюк, Валерия, Сосо Павлиашвили, Валерий Меладзе, Шура, Наташа Королёва, Натали, Владимир Пресняков, Маша Распутина, Ирина Салтыкова.
С 2000 года ряд российских групп и певцов стал известен за рубежом. Дуэт «Тату» является самой успешной российской поп-группой своего времени. Они достигли большой популярности во многих странах мира с несколькими своими синглами и альбомами. Так, альбом «200 по встречной» летом 2002 года возглавил британские чарты. Певец Витас получил известность в странах Восточной Европы и Азии, в первую очередь, в Китае. Среди других популярных исполнителей — победитель «Евровидения-2008» Дима Билан. Группа Serebro стала известной за рубежом после выпуска сингла «Mama Lover», который был размещён в американском Billboard charts, а клип к русскоязычной версии — «Мама Люба» — 3 апреля 2012 года набрал на YouTube 20 млн просмотров и находился на 5 месте среди музыкальных клипов.
В 2000—2010 годах популярными в России поп-группами были «ВИА Гра», «Блестящие», Smash!!, «Дискотека Авария», «Ранетки», Faktor 2, IOWA, Hi-Fi, «Винтаж», а также сольные исполнители: Нюша, Алсу, Верка Сердючка, Николай Басков и другие. Получили известность многие финалисты вокального конкурса «Фабрика звёзд»: Юлианна Караулова, Виктория Дайнеко, Наталья Подольская, Юлия Савичева, Мигель, «Корни», «Фабрика» и другие.
В конце 2010-х и начале 2020-х годов в России и странах СНГ достигли популярности Светлана Лобода, Niletto, Zivert и другие.
Музыкальные продюсеры Игорь Крутой, Максим Фадеев, Игорь Матвиенко, Виктор Дробыш, Константин Меладзе, Игорь Николаев оказывают влияние на основную долю российского рынка поп-музыки. С развитием социальных сетей и специализированных музыкальных сервисов многие независимые артисты продвигают своё творчество посредством iTunes, YouTube, «ВКонтакте», «Яндекс. Музыки» и других сервисов. Проводятся музыкальные премии — «Золотой граммофон», «Овация», «Премия Муз-ТВ», «Виктория», «Премия RU.TV», антипремия «Серебряная калоша», международные фестивали — «Славянский базар» и «Белые ночи Санкт-Петербурга», а также конкурс вокалистов «Новая волна».

### Рок-музыка

#### Рок-музыка в СССР
Рок-музыка появилась в СССР в начале 1960-х годов и первое время называлась «биг-бит» — так в СССР обозначали западную рок-музыку. В то время первые советские рок-группы, такие как «Сокол», «Аргонавты», «Славяне», «Скифы», «Скоморохи», записывали кавер-версии песен западного рока. Оригинальная рок-музыка на русском языке появилась в конце 1960-х годов с волной битломании и движения хиппи, и многие рок-группы возникли в конце 1960-х — начале 1970-х годов, такие как «Машина времени», «Аквариум», «Санкт-Петербург». В отличие от вокально-инструментальных ансамблей, культивировавших патриотический официоз и регламентированную гражданственную лирику, рок-музыканты акцентировали внимание на нравственных проблемах, иносказательной иронии. Изначально, большинству советских рок-групп, в отличие от вокально-инструментальных ансамблей, не разрешалось издавать свою музыку, и им приходилось оставаться в подполье. В 1980-х годах цензура была смягчена и самодеятельный рок выплеснулся в большом количестве, значительную роль в его продвижении сыграли Ленинградский рок-клуб и Московская рок-лаборатория, а также региональные рок-объединения. Образовалось отдельное явление — русский рок — смесь рока и советской эстрадной музыки. Рок-музыка вышла из подполья и стала массовой культурой. Популярными группами того времени являлись группы, выступавшие в жанрах: арт-рок («Автограф»), блюз-рок («Лига блюза»), джаз-рок («Арсенал»), кантри-рок («Калинов мост»), новая волна («Алиса», «Рок-Ателье», Nautilus Pompilius), панк-рок («Ва-Банкъ», «Гражданская оборона»), постпанк («Кино», «ДДТ»), рок-н-ролл («Бригада С», «Секрет»), хард-рок («Круиз», «Земляне», «Рондо»), хеви-метал («Ария», «Чёрный кофе», «Мастер»), глэм-метал («Парк Горького»), трэш-метал («Коррозия металла»), экспериментальный рок («АукцЫон», «Звуки Му»). Среди сольных исполнителей тогда уже были известны: Александр Градский, Ольга Кормухина, Игорь Тальков.

#### Рок-музыка в России
Рок-музыка в современной России из единого движения, сформированного при СССР, разделилась в несколько разных поджанров, подобных тем, что были в западных странах. Акцент переместился с социальной тематики на развлечение и интимную лирику.
Сцена хеви-метала значительно выросла, новые группы играют: ню-метал («Слот», Tracktor Bowling), альтернативный метал (Amatory, «Психея», 7000$), пауэр-метал и прогрессивный метал (Catharsis, Epidemia, Mechanical Poet), пейган-метал («Аркона», Butterfly Temple, «Темнозорь»), дарквейв (Otto Dix, «Климбатика»), индастриал-метал (Unreal), металкор (Wildways, Stigmata), дум-метал (Abyssphere) и др.
Рок-музыка продвигается на радиостанции «Наше радио» (её «Чартова дюжина» является основной рок-картой в России), телеканале О2ТВ, а рок-фестиваль «Нашествие» ежегодно привлекает около 100 тыс. зрителей.
Другие рок-фестивали — «Максидром», «Крылья», «Рок над Волгой», «Рок-Февраль» — также способствуют развитию жанра в России.
«Радио Maximum» транслирует как российский, так и западный современный поп и рок.
В международном масштабе современные российские рок-исполнители становились известны в основном своей немузыкальной деятельностью. Так, в 2012 году панк-группа Pussy Riot стала известна своей протестной деятельностью и скандалами. А в 2013 году инди-группа Biting Elbows стала известной благодаря экшн-клипам Ильи Найшуллера, снятым от первого лица; клип на песню «Bad Motherfucker» собрал за 10 дней более 10 млн просмотров на YouTube в том же 2013 году. В 2016 году дэткор-группа Slaughter to Prevail получила международное признание и имеет самую большую аудиторию в своём жанре.

### Шансон
В российской музыкальной индустрии термин «русский шансон» был введён как эвфемизм в 1990-х годах, когда песни арестантской тематики стали звучать на эстраде, по радио и телевидению, и популяризированы радиостанцией «Шансон». Истоками современного русского шансона являются «арестантские», «каторжные» и «кандальные» песни середины XIX — начала XX веков, уходящие своим началом в средние века, в творчество «разбойных» песен. Они дали начало музыкальному явлению, названному позже блатной песней или в просторечии «блатняком». По текстовой тематике эти баллады перекликаются с ранним «негритянским блюзом» — в обоих случаях песни посвящены тяжкой доле подневольного народа и несбыточным свободолюбивым мечтам. В 1920-х годах блатная песня формируется и развивается в Одессе из элементов русской, еврейской и цыганской культуры с текстами на одесском блатном жаргоне и появившемся в это время в Одессе джазе. В СССР блатная песня оставалась в подполье и не допускалась к телевидению и радио. Знаковым исполнителем блатной песни советского периода был Аркадий Северный.
Популярными исполнителями русского шансона являются Михаил Круг, Михаил Шуфутинский, Александр Розенбаум, Любовь Успенская, Александр Новиков, Вилли Токарев, Вика Цыганова, Иван Кучин, Катя Огонёк. Известные группы: «Бутырка», «Лесоповал», «Воровайки». С песенной тематикой о повседневной жизни и обществе, и частой романтизацией преступного мира, шансон особенно популярен среди взрослых мужчин низшего социального класса. В Государственном Кремлёвском дворце с 2002 года проводится церемония вручения премии «Шансон года».
С 2000 года популярен русский неошансон (или постшансон). Тексты неошансона посвящены не криминальной тематике, а в большей степени стали отражением современного городского фольклора. Наиболее известные представители жанра: Григорий Лепс, Стас Михайлов, Елена Ваенга, Трофим.

### Хип-хоп

#### Хип-хоп в СССР
Первый эксперимент с рэпом в СССР произошёл в 1983 году, когда рок-группа «Час пик» из Куйбышева с местным диск-жокеем Александром Астровым записали программу, которая вскоре разошлась в виде магнитоальбома «Рэп»; альбом был записан под влиянием творчества Grandmaster Flash and the Furious Five и музыканта Кэптена Сенсибла. Вскоре с рэпом начали экспериментировать исполнители других стилей: Константин Кинчев (песня «Тоталитарный рэп») и Сергей Минаев (песня «Рэп Диск-Жокея»). В 1987 году появляется брейк-данс-команда D.M.J., которая начала заниматься рэпом и выпустила первый альбом «Rap Of Power» в 1993 году. В 1988 году на советском телевидении появилась группа «Чёрное и белое», записывающая свои песни в стиле рэп и хип-хоп. В 1989 году появилась первая успешная рэп-группа Bad Balance. Одним из первых рэп-релизов СССР стал альбом группы «Мальчишник» под названием «Секс без перерыва». В 1991 году появляется первый русский хип-хоп-фестиваль «Рэппик».

#### Хип-хоп в России
В отличие от США, где хип-хоп является частью культуры, в России он относится к субкультурным течениям. В США хип-хоп развивался как протест негритянского гетто и был преимущественно музыкой афроамериканцев, в то время как в России хип-хоп стал межнациональным явлением и в 1990-х годах использовался как классовый и культурный протест, актуальных для того периода. В 1999 году популярность брейк-данса в России способствовала ещё большей популяризации хип-хопа. С 2000 года хип-хоп в России коммерциализировался и наступил расцвет современного ритм-н-блюза, ориентированного на богатый образ жизни и клубную жизнь, пик которого пришёлся на 2007 год. С 2010 года наступила эпоха концептуальных альбомов и автобиографической лирики. Вся история русского хип-хопа, как и русского рока, связана с культурными заимствованиями из западной музыкальной сцены — прежде всего в музыке и интонационной читке.
В 1994 году Мистер Малой записывает хит «Буду погибать молодым». Также одним из популярных исполнителей в 1992—1994 годах был Богдан Титомир, ставший первым российским исполнителем в жанре хип-хоп. В середине 1990-х годов творчество рэп-исполнителей стало распространяться по России путём выпуска аудиокассетных релизов. В 1993 году было образовано первое российское андеграундное хип-хоп-объединение D.O.B. Community, откуда вышли такие исполнители, как Лигалайз и «Рабы Лампы». Самой известной девушкой-рэпером была Лика МС, которую называют «первой девушкой-рэпером в России». Группа «Ван Моо» выпускает хит «Народное техно». С 1994 года существует фестиваль Rap Music, а с 1998 года — «Микро», откуда выходят такие рэп-коллективы как «Каста». В 1998 году создано объединение «Bad B. Альянс», откуда выходит Децл.
К середине 2000-х годов появились такие новые рэп-звёзды, как Смоки Мо и группа «АК-47». В 2004 году из «Фабрики звёзд 4» выпускается Тимати, который в 2006 году выпускает альбом «Black Star», популяризируя современный ритм-н-блюз, и основывает лейбл Black Star Inc., откуда выходят L’One, Джиган, Kristina Si, Мот и другие. Ритм-н-блюз также популяризирует группа «Банд’Эрос» с альбомом «Коламбия Пикчерз не представляет». В том же году белорусский рэпер Серёга выпускает в России успешный альбом «Мой двор: Спортивные частушки». Большую роль в развитии русского хип-хопа сыграли рэперы из Ростова-на-Дону, такие как «Каста», которые за альбом «Громче воды, выше травы» получают Премию Муз-ТВ в 2006 году как лучший хип-хоп проект, а рэпер Баста выпускает альбом «Баста 1» и создаёт собственный лейбл Gazgolder. В 2007 году тон русскому хип-хопу стала задавать группа Centr, центральной темой которой были наркотики; в её состав входили Guf, Slim и Птаха. В жанре альтернативный рэп выступает «Многоточие», охватывающее темы политического и социального протеста. В 2008 году на «Муз-ТВ» появилась первая на российском телевидении хип-хоп-программа «Битва за респект». В разных её сезонах побеждали рэперы Ант (группа 25/17), Nel (группа «Marselle») и Рома Жиган.
В 2001 году были заложены основы рэп-баттлов в России: получили развитие онлайн-баттлы, организованные специализированными сайтами о хип-хопе и различными бизнес-проектами. Наиболее известный из них — «Первый MC батл» — был организован сайтом Hip-Hop.ru, откуда вышли такие рэперы как Drago, ST1M, Noize MC, Babangida, СД, RE-pac, Рем Дигга, Johnyboy, Oxxxymiron. Пик развития онлайн-баттлов пришёлся на 2008—2014 годы.
В 2011 году рэперы Oxxxymiron, Schokk и Ваня Ленин создают лейбл Vagabund, под которым Oxxxymiron выпускает альбом «Вечный жид», став первым исполнителем грайма в России. Параллельно Oxxxymiron способствует развитию офлайн-баттлов в России, став вдохновителем проекта Versus Battle, который впоследствии становится площадкой для продвижения малоизвестных рэперов. В 2016 году рэпер Pharaoh популяризирует в России клауд-рэп, выпустив мини-альбом «Кондитерская». В том же году казахстанский рэпер Скриптонит создаёт уникальный стиль в альтернативном хип-хопе, выпуская русскоязычный альбом «Дом с нормальными явлениями».
С 2019 года обретают популярность жанры трэп и мамбл-рэп, которые популяризируют такие рэперы как Morgenstern, Face, Soda Luv, Kizaru, Bumble Beezy, GONE.Fludd, Big Baby Tape, Yung Trappa, Thrill Pill и другие. Жанр дрилл популяризирует OG Buda, жанры рагга и реггетон — MiyaGi & Andy Panda. Параллельно формируется такое музыкальное явление как кальянный рэп — смесь поп-рэпа и кавказской мейханы. Это направление популяризируют Bahh Tee, HammAli & Navai, Jony, Jah Khalib и другие. В женский хип-хоп приходят жанры поп-рэп (Instasamka, Дора) и тин-поп (Мэйби Бэйби).

### EDM
В России интерес к EDM-музыке развит очень слабо, известен только поджанр дип-хаус.

## Дрифт-фонк
Дрифт-фонк — электронный вариант развития фонка, появившийся в конце 2010-х в России. Жанр характеризуется тяжелыми басами, усиленным использованием ковбеллов из Roland TR-808 (зачастую вплоть до воссоздания мелодии благодаря им), семплами из мемфис-рэпа, а также активным использованием эффектов. К началу 2020-х поджанр стал наиболее узнаваемой формой фонка, также породив множество производных жанров.